# NGC 4076
NGC 4076 is een spiraalvormig sterrenstelsel in het sterrenbeeld Hoofdhaar. Het hemelobject werd op 27 april 1785 ontdekt door de Duits-Britse astronoom William Herschel.

## Synoniemen
- UGC 7061
- MCG 3-31-34
- ZWG 98.46
- ZWG 128.12
- IRAS 12019+2029
- PGC 38209